# Trakezijska tema
Trakezijska tema (starogrško Θρᾳκήσιον θέμα, latinizirano: Thrakēsion thema), bolj točno Tema Trakijcev (θέμα Θρᾳκεσιον, thema Thrakēsiōn) ali preprosto Trakezija je bila tema (vojaško-civilna provinca) Bizantinskega cesarstva v zahodni Anatoliji v sedanji Turčiji. Ustanovljena je bila bodisi sredi 7. ali v začetku 8. stoletja kot naselje nekdanje trakijske vojske, po kateri je dobil ime. Zaradi bližine Konstantinopla je bila ves čas svojega obstoja ena večjih in pomembnejših tem. Bila je tudi ena od najdlje živečih tem, ki je preživela do začetka 14. stoletja, ko so jo osvojili Osmani. 

## Zgodovina
Točen datum ustanovitve ni jasen. Trakijci so prvič zanesljivo izpričani leta 711, ko je cesar Justinijan II. proti Hersonu poslal "turmarha Trakijcev" Krištofa. Vladajoči strateg je izpričan šele leta 741. Tradicionalno se zato domneva, da so bili Trakijci sprva turma (oddelek) Anatolske teme in so bili povzdignjeni v popolno temo nekje po letu 695, verjetno v zgodnjih letih 8. stoletja. Nekateri sodobni zgodovinarji, kot sta Ralph-Johannes Lilie in John Haldon, menijo, da je treba trakijsko vojsko enačiti s Thracianus exercitus (tračanska vojska), omenjeno v dekretu iz leta 687 in da je bila posledično Trakezijska tema ena od prvotnih tem, ustanovljenih v Anatoliji.
Ime teme izhaja iz dejstva, da so teme nastale po muslimanskih osvajanjih sredi 7. stoletja kot vojaški tabori ostankov starih terenskih vojsk bizantinske armade. Trakijci so bili terenska vojska magistra militum per Thracias. To dodatno podpira dejstvo, da so enote, za katere je znano, da so bile v 4./5. stoletju vexillatio palatina equites Theodosiaci iuniores in auxilium palatinum Victores, v 10. stoletju znova potrjeni kot tematski turmi  Theodosiakoi in Viktores. Trakezijska tema se po tem razlikuje od nekaterih najstarejših znanih enot bizantinske vojske. Regija je dobila ime po Tračanih, ki jih je tja naselil Aliat II. Lidijski v zgodnjem 6. stoletju pr. n. št.
Prvi znani strateg Trakijcev, nek Sisinij, je podprl cesarja Konstantina V. (vladal 740–775) proti uzurpatorju Artabazdu (vladal 741–742), a ga je cesar kasneje oslepil zaradi suma zarote. Konstantin je poskrbel za imenovanje vrste guvernerjev, zvestih njemu in njegovi politiki, med katerimi je bil najvidnejši goreč ikonoklast Mihael Lahanodrakon. Lahanodrakon je brutalno preganjal ikonofile, zlasti menihe, tako da mu je  po besedah zgodovinarja Warrena Treadgolda do leta 772 očitno uspelo "izkoreniniti meništvo znotraj njegove teme". Pomemben guverner je bil tudi Bardan Turk, njen strateg v 790. letih, ki se je leta 803 uprl Nikiforju I. (vladal 803–811). Guverner Konstantin Kontomit je pri gori Latros leta 841 premagal kretske Saracene  in se poročil v cesarsko družino. Petronas, stric Mihaela III. (vladal 842–867) in vodilni general cesarstva je bil guverner v letih 856–863. Armenec Simbatij se je skupaj z guvernerjem Obsikijske teme Jurijem Peganom poskušal zoperstaviti naraščajoči moči Bazilija Makedonca, varovanca Mihaela III., ki je nazadnje le prevzel bizantinski prestol.
V 10. stoletju se je grožnja arabskih napadov zmanjšala. Zdi se, da so bili Trakijci zato čedalje pogosteje uporabljeni v čezmorskih ekspedicijah, na primer proti Kretskemu emiratu leta 911, 949 in 960. Videti je tudi, da je tema postopoma postala mirna zaledje dogajanj v vzhodni Anatoliji, saj se je na imenovanje mogočnega generala Konstantina Diogena za njenega stratega  gledalo kot na degradacijo, namenjeno zajezitvi njegovih domnevnih apetitov za uzurpacijo prestola.
Temo so v poznih 70. letih 11. stoletja za kratek čas osvojili Turki Seldžuki, vendar je večino njenega ozemlja ponovno pridobil Ivan Dukas s pomočjo križarjev v  prvi križarski vojni v poznih 90. letih 11. stoletja. Ivan II. Komnen (vladal 1118–1143) je ponovno vzpostavil temo kot upravno enoto z zmanjšano velikostjo in jo podredil duxu s sedežem v Filadelfiji. Južni del stare teme je postal del nove teme Milas in Melanudij. Tema je bila ponovno ustanovljeno v Nikejskem cesarstvu. Obsegala je katepaniji Smirna in Anaja ob obali Egejskega morja ter hori Pirgij in Kaloe v zgornji dolini Kaistra. Prvi znani guverner po letu 1204 je bil Bazilij Hrizomal, seznam guvernerjev od leta 1233 do 1260 pa je skoraj popoln. Temi je bila podrejena tema Meander s sedežem v Antiohiji na Meandru.
Trakezija je bil eno zadnjih bizantinskih ozemelj v Anatoliji, ki so padla v roke različnim turškim bejlikom, in je igral pomembno vlogo kot branik pred njihovimi napadi. V začetku 14. stoletja je bilo ozemlje teme omejeno na območje okoli Smirne, dokler ni tudi to mesto leta 1330 padlo pod oblast  Ajdinskega bejlika.

## Geografija in administracija
Tema Trakijcev je obsegala starodavne pokrajine Jonijo (poznorimska provinca Azija), Lidijo, severno polovico Karije in del Frigije. Tema je na zahodu mejila na Egejsko morje in se na obali raztezala od raztezala od Efeza do Adramitija. Na severu je mejila na Obsikijski temo, verjetno po dolini reke Kajkus, na vzhodu na Anatolsko temo in na jugu na Kibirhejsko temo. V temi je bilo  približno 20 mest, večinoma precej majhnih v primerjavi z drugimi  poznoantičnimi mesti. Največji mesti sta bili verjetno Smirna in Efez, takrat znan kot Teologos. Perzijski geograf Ibn Hordadbeh okoli leta 847 kot glavno mesto omenja Efez. Njegov zapis verjetno ni točen, ker so bile glavno mesto morda Hone.
Vodilni strategi teme so bili uvrščeni v prvo stopnjo tematskih guvernerjev in so prejemali letno plačo 40 funtov zlata. Arabski geograf Kudama ibn Džafar je okoli leta 930 zapisal,  da je pod guvernerjevim poveljstvom 6000 vojakov. Ibn al-Faqih, ki je pisal generacijo pred njim, navaja celo 10.000 vojakov. Leta 949 so bili njeni najvišji častniki po vrstnem redu turmarhi Teodozije, Viktorije in morske obale (tēs paraliou) in meriarhi. Obala je bila tudi pod vzporedno oblastjo strategov pomorske teme Samos, ki so od tam dobivali posadke za ladje.